# 光遺傳學

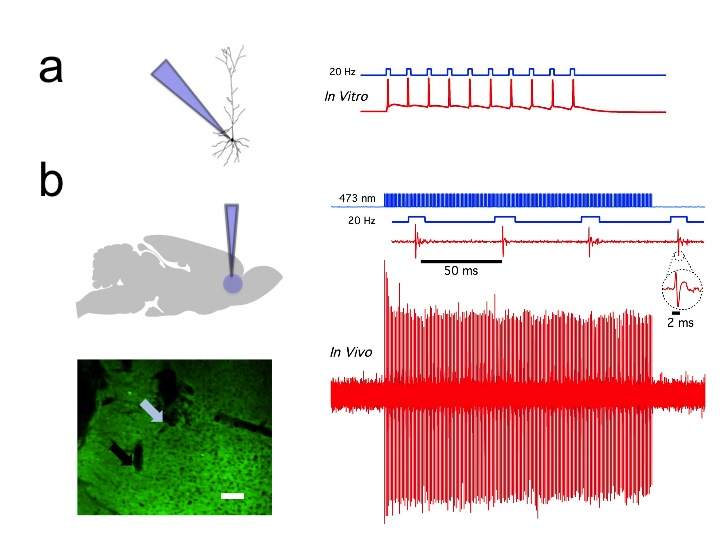
前额叶皮层光遗传学激活的例子

光遺傳學融合光學及遺傳學的技術，精準控制特定細胞在空間與時間上的活動。其時間上精準程度可達到毫秒，而空間上則能達到單一細胞大小。2010年光遺傳學被Nature Methods選為年度方法 
，同年被Science認為是近十年來的突破之一 。这兩個期刊也分別在Youtube影片 （页面存档备份，存于）及科學美國人文章 （页面存档备份，存于）裡以科普的方式解釋何謂光遺傳學。

## 發展
1979年弗朗西斯·克里克首次提出，為了瞭解大腦如何運作，我們需要一種方法，可以每次只讓某一特定型態神經元活動被抑制，而不影響其他神經元的活動。然而就當時技術，利用侵入性電極來控制神經活動，沒有辦法準確控制哪些神經元被抑制或活化，而利用藥物或者基因突變，雖然可以大致知道哪些神經元被影響，卻沒辦法精準地控制何時這些神經元被抑制或活化。其後，許多人嘗試將各式各樣的基因或化合物結合在一起，希望其能表現在神經元裡，利用光來控制神經元活動。這些方法雖然有效，但其在控制神經元活動的速度，標的神經元的精準度，能否表現在深層神經組織，對生物體是否有毒性，以及是否能簡易地應用在其他模式生物系統等等考量上，往往並非理想，因而嘗試幾年之後，科學家轉而思考，是否有辦法找到在自然界中本身便對光有反應，並且能調控細胞電位的蛋白質。
然而其實早在1973年，微生物學家便發現細菌視紫質照光之後會成為離子转运蛋白，1977年發現鹽細菌視紫紅質也是离子转运蛋白，照黃綠光後會將氯離子打出細胞外，隨後在2002年發現光敏感通道，照藍光之後會將陽離子打進細胞內。
1994年，Heberle 和 Büldt 已经展示了嗜盐杆菌视紫红质（bacteriorhodopsin）在酵母中的功能性异源表达，并可用于光激活离子流。1995年，Georg Nagel 等人与 Ernst Bamberg 在动物细胞（爪蟾卵母细胞）中尝试异源表达微生物视紫红质（包括嗜盐杆菌视紫红质），并观察到光诱导的电流（Georg Nagel et al., 1995, FEBS Lett.）。
Peter Hegemann 在雷根斯堡大学（University of Regensburg）研究绿藻的光响应时，发现了一种光电流，其速度快到无法用经典的 G 蛋白偶联动物视紫红质（G-protein-coupled animal rhodopsins）来解释。随后，他与法兰克福马克斯·普朗克研究所（Max Planck Institute）电生理学家 Georg Nagel 合作，证明了来自绿藻 Chlamydomonas 的单个基因在青蛙卵母细胞中表达时可产生强烈的光电流。为了识别表达细胞，他们用荧光蛋白 YFP 替换了藻类蛋白的胞质尾部，从而开发出了第一个具有广泛适用性的光遗传学工具。 他们在 2003 年的论文中指出，“ChR2 在卵母细胞或哺乳动物细胞中的表达，可作为一种强有力的工具，通过照射简单地增加胞质 Ca²⁺ 浓度或去极化细胞膜。”
2005年八月，科學家第一次將光敏感通道表現在动物神經元裡，發現我們可以用藍光準確控制何時活化神經元，而光遺傳學一詞也在此時出現。隨後發現細菌視紫質與鹽細菌視紫紅質也都能在神經元表現，準確調控其活動，並對神經元不產生毒害，至此之後，光遺傳學迅速改變神經生物學界，成為了解特定神經元在大腦中扮演何種角色，不可或缺的工具。

## 活化神經元的光遺傳學工具
光敏感通道-1(Channelrhodopsin-1)及光敏感通道-2(Channelrhodopsin-2)皆從萊茵衣藻裡發現，將其基因序列修改成最適合哺乳類表达之後，在大多模式生物系統之中都有很穩定的表达，且對細胞沒有毒性。其中光敏感通道-2在全反式視黃醛(all-trans retinal)存在之下，可以在接受藍光刺激，并在50毫秒內，打開通道，使陽離子鈉、鉀流入細胞內，引起神經細胞去極化。不同的突變使光敏感通道-2有不同的特質，其中最常見的是將第134位的氨基酸由組胺酸突變為精胺酸(ChR2(H134R))，該蛋白質可以產生兩倍的光電流，但通道開關速度也比野生種慢了一倍。
在此之後，各式光遺傳學工具紛紛出爐，大致上依其組成型態可分成三類。一類為以光敏感通道-2為基礎，對其進行點突變，如上述的ChR2(H134R)、ChR2(T159C)(TC)、ChR2(L132C)(CatCh)等等，其中甚至有被稱為躍階光敏感通道（step function opsin, SFO)的突變，如ChR2(C128S/D156A)可以打開其離子通道長達30分鐘。第二類則為將某部分光敏感通道-1及光敏感通道-2組合在一起的蛋白質，如ChIEF。第三類則為將光敏感通道-1及由团藻發現的光敏感通道(VChR1)組合在一起的蛋白質，統稱為C1V1。

## 抑制神經元活動的光遺傳學工具
第一個有效抑制神經元活動的光遺傳學工具，是從嗜鹽鹼菌裡頭發現的鹽系菌視紫紅質，簡稱NpHR。其在黃綠光照射下會將氯離子打進神經元內，使其過極化，而抑制神經元活動。隨後科學家將其加上信號肽，使其能在細胞膜上表現更好，即為eNpHR2.0及eNpHR3.0。由於鹽系菌視紫紅質與光敏感通道接受不同波長的光，因此可以將此二蛋白質表現在同一神經元上，利用不同波長的光活化或抑制該神經元活動，而能更深刻了解該神經元在大腦中扮演的角色。
此外還有從蘇打鹽紅菌裡發現的古紫質(Archaerhodopsin-3, Arch)，古紫質為反质子泵，其對黃綠光非常敏感，使用900毫安培的黃綠光便能活化，將氫離子運送至神經元外，使其去極化。另外還有從真菌茎基溃疡病菌發現的Mac，可在藍綠光照射下，將氫離子運送至神經元外。
值得注意的是，NpHR與Arch或Mac用不同機轉來抑制神經元活動，近來發現NpHR將氯離子送至細胞內所導致的去極化，會在去極化後提升突觸所引起的動作電位產生機率，而將氫離子運送至神經元外的Arch或Mac並無此影響，顯示抑制神經元活動的光遺傳學工具，可能會和神經原本身的訊號系統互相作用。

## 照明應用硬件
另一個必要因素是硬件（例如集成的光纖和固態光源），以允許在行為自由的動物中控制特定類型的細胞，甚至是大腦深處的細胞。最常見的是，後者現在是使用2007年引入的光纖耦合二極管技術來實現的，儘管為避免使用植入的電極，研究人員設計了一種方法來刻寫由氧化鋯製成的“窗口”，已被修改為透明並植入小鼠頭骨，以允許光波更深地穿透以刺激或抑制單個神經元。為了刺激諸如大腦皮層之類的淺層大腦區域，可以將光纖或LED直接安裝在動物的頭骨上。植入更深的光纖已用於將光傳輸到更深的大腦區域。作為對光纖束縛方法的補充，已經開發出了完全無線技術，該技術利用無線傳輸的功率為頭戴式LED進行了無阻礙的研究，以自由地研究行為自由的有機體中的複雜行為。最近的進展研究了使用有機LED（OLED）作為光遺傳學刺激物。 在體外以毫秒量級的時間規模證明了表達微生物視蛋白的神經元的精確和受控刺激。脈沖模式操作允許在兼容的低溫範圍內進行神經刺激。此外，有機發光二極管（OLED）的厚度非常薄，可以小於1μm，因此適合植入大腦。

## 應用

### 秀麗隱桿線蟲
秀麗隱桿線蟲因其全身透明，基因轉殖技術簡單，且其神經網路如何連結大致已被界定，很適合利用光遺傳學來研究其神經網路如何控制行為。研究顯示光敏感通道-2、鹽系菌視紫紅質、古紫質(Archaerhodpsin-3, Arch)均能在秀麗隱桿線蟲上表現，控制神經元活動。在固定的秀丽隐杆线虫，科学家首次把光遗传学和钙离子成像技术结合起来研究神经元的连接。許多科學研究已經能成功在自由移動的秀麗隱桿線蟲，利用光學技術，控制特定神經元活動。利用光遺傳學技術，現在研究已經了解部分痛覺網路的神經元扮演的角色，發現控制特定神經元活動得以使秀麗隱桿線蟲轉彎、後退，甚至沿著虛擬光梯度前行 （页面存档备份，存于）。